# بانک قاهره اوگاندا
بانک قاهره اوگاندا (انگلیسی: Cairo Bank Uganda) شرکت خدمات مالی و بانکداری اوگاندایی است، که در سال ۱۹۹۵ توسط بانک قاهره تأسیس شد.